# Hans Göttler

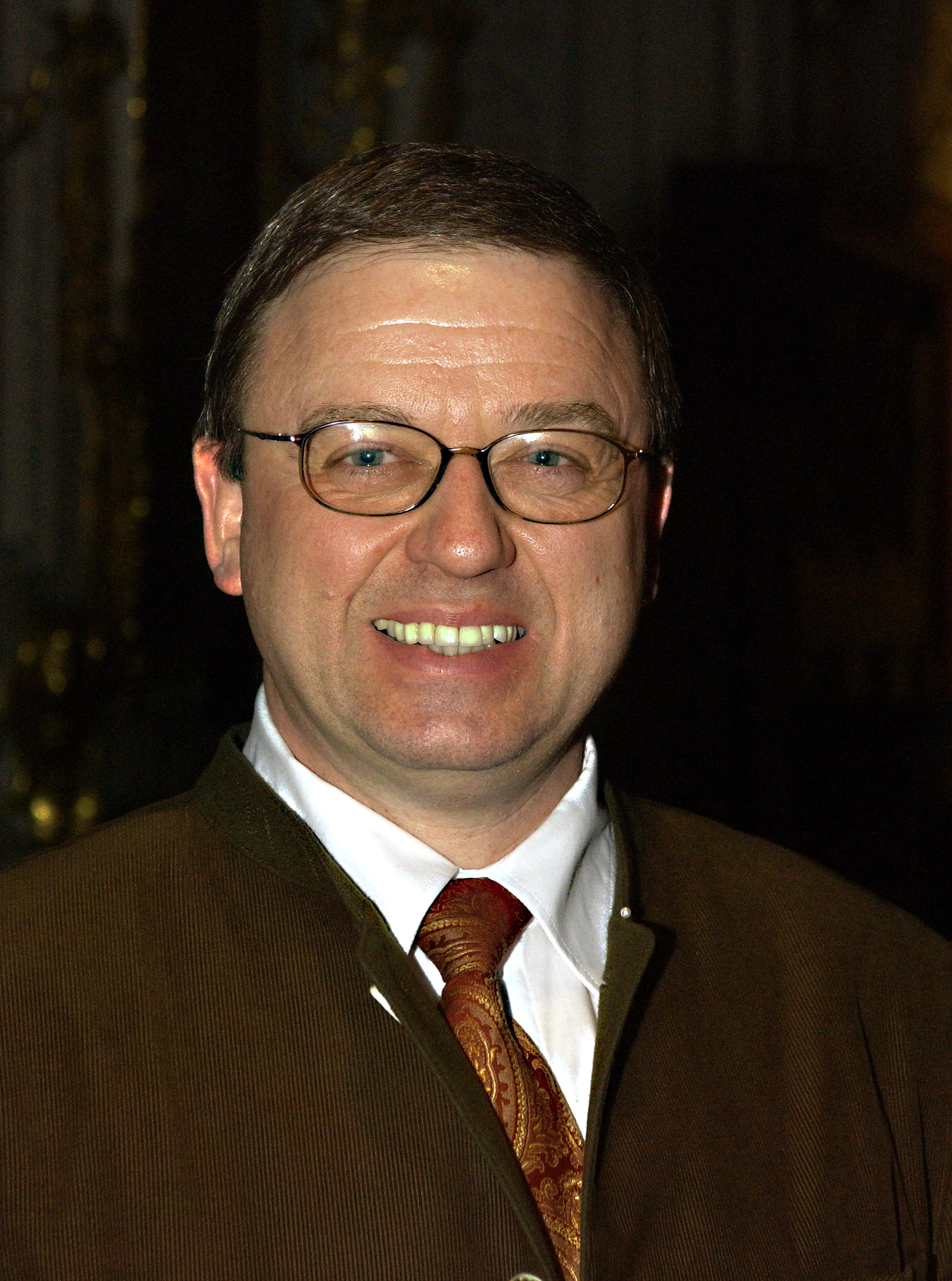
Hans Göttler, 2006

Johann „Hans“ Göttler (* 3. Mai 1953 in Simbach am Inn, Niederbayern) ist ein bayerischer Deutschlehrer, Deutschdidaktiker und Schriftsteller.
Nachdem Hans Göttler sein Studium der Germanistik, Politikwissenschaft und Geschichte an der LMU München 1978 und seinen Referendardienst am Gymnasium Pfarrkirchen 1980 abgeschlossen hatte, war er als Gymnasiallehrer für die Fächer Deutsch, Sozialkunde und Geschichte in Weilheim und Pocking eingesetzt. In dieser Zeit wurde er mit seiner Arbeit über den Schweizer Dichter Jeremias Gotthelf zum Dr. phil. promoviert. 1981 heiratete er Maria Osterholzer. Zwei Jahre später wurde er an die Philosophische Fakultät der Universität Passau versetzt und lehrte dort Didaktik der deutschen Sprache und Literatur im Fachbereich Germanistik, seit 1998 als Akademischer Direktor. Seit April 2020 ist er im Ruhestand.
In den 1990er Jahren verlegte sich Göttler mehr und mehr auf die Erforschung und Herausgabe altbairischer Literatur und trat auch selbst als Schriftsteller hervor. Daneben veranstaltet er immer wieder  an verschiedenen Orten (z. B. Wirtshäusern, Schulen, Altenheimen, Kirchen, Klöstern, Theatern, Kabarettbühnen) öffentliche Lesungen, vor allem der altbairischen Literatur, um Bücher und Texte sowie deren Leser und Autoren „zusammenzubringen“.

## Auszeichnungen
- 1993: Kulturpreis des Landkreises Passau
- 2000: Preis für gute Lehre des Freistaates Bayern
- 2002: Ehrenzeichen der Deutschordensschwestern
- 2003: Verdienstmedaille der Stadt Simbach am Inn
- 2004: Silbernes Ehrenzeichen des Stelzhamerbundes der Freunde der oö. Mundartdichtung
- 2005: Münchner Turmschreiber
- 2013: Kulturmedaille der Stadt Simbach am Inn
- 2014  Kulturpreis des Bayerischen Wald-Vereins e.V.
- 2016: Bayerischer Poetentaler
- 2025: Bayerischer Verdienstorden[1]

## Veröffentlichungen
- 1979: Der Pfarrer im Werk Jeremias Gotthelfs. Ein Beitrag zur Stellung des Geistlichen in der Literatur der Biedermeierzeit, Bern: Lang
- 1991: Emerenz Meier, Gesammelte Werke, 2 Bände, Morsak Verlag, Grafenau
- 1993: Moderne Jugendbücher in der Schule, Baltmannsweiler: Schneider
- 1993: Katharina Koch, Der große Dom. Gedichte und gesammelte Schriften, Morsak Verlag, Grafenau
- 1994: „Zwischen Donau und Inn... Dort liegt die Heimat, von der ich rede.“ Wilhelm Diess liest seine Erzählungen aus Niederbayern, CD, Passau: Symicon
- 1996: Wilhelm Diess, Leben und Werk, Morsak Verlag, Grafenau
- 1997: Maria Mayer, Am Heimatbrunnen – Aus meinem Kinderland. Erinnerungen an Hauzenberg und Leizesberg, Zweite Auflage 2008, Edition Töpfl, Tiefenbach
- 1998: „... Liebe zur Heimat und Wissen um sie...“ Max Peinkofer spricht: „Die Maidult in Passau“ und andere seiner Mundartdichtungen, Passau: Symicon
- 2000: Wilhelm Diess, Ein eigener Mensch, Ausgewählte Geschichten, vierte Auflage 2007, Edition Töpfl, Tiefenbach
- 2003: Wilhelm Diess, Madeleine Winkelholzerin, Ausgewählte Geschichten, Edition Töpfl, Tiefenbach
- 2005: Spurensuche nach Papst Damasus II. in Pildenau am Inn: Geschichte und Legende des 1. Pontifex Maximus aus Altbayern, Edition Töpfl, Tiefenbach
- 2005: Wugg Retzer und sein Buch „Der Stier von Pocking“, Edition Töpfl, Tiefenbach, ISBN 3-927108-77-4
- 2007: Ponzauner Wigg – Weihnachtln duad's in Niederbayern, Edition Töpfl, Tiefenbach, ISBN 978-3-927108-82-0
- 2008: „...  des freien Waldes freies Kind“ Ein Emerenz-Meier-Lesebuch, Morsak Verlag, Grafenau, ISBN 978-3-86512-120-2
- 2009: An Herrgood sei Handlanga bleibm, Edition Töpfl, Tiefenbach
- 2010: Wirtsbuam-Turmschreibereien, Turmschreiber-Verlag, Husum, ISBN 978-3-938575-18-5
- 2011: Max und Moritz in Weiß-Blau mit Hör-CD, Edition Töpfl, Tiefenbach, ISBN 978-3-927108-99-8
- 2012: Emerenz Meier, Gesammelte Werke, 2 Bände, 2. korrigierte Auflage Grafenau: Morsak Verlag, Grafenau, ISBN 978-3-86512-068-7 und ISBN 978-3-86512-069-4
- 2014: Der Struwwelpeter auf Bayerisch dees is Da Schdruuwe-Bäda auf Boarisch mit Hör-CD, Edition Töpfl, Tiefenbach, ISBN 978-3-942592-13-0
- 2014: Emerenz Meier: Das Hasenpassen – Sieben frühe Erzählungen, Morsak Verlag, Grafenau, ISBN 978-3-86512-132-5
- 2015: Ponzauner Wigg – Rottaler Bauernbrot, Edition Töpfl, Tiefenbach, ISBN 978-3-942592-25-3
- 2016: Endstation Schwimmbad-Bibliothek, Turmschreiber-Verlag, Husum, ISBN 978-3-938575-42-0
- 2016: Der Dori geht zum Herrn, Edition Töpfl, Tiefenbach, ISBN 978-3-942592-26-0
- 2016: Max Matheis und die tiefbrauen Flecken auf seiner weißblauen Heimatweste, Morsak Verlag, Grafenau, ISBN 978-3-86512-139-4
- 2016: Ponzauner Wigg – Rottaler Bauernbrot, 2. überarbeitete Auflage, Edition Töpfl, Tiefenbach, ISBN 978-3-942592-25-3
- 2018: Aus dem Bayerischen Wald und aus Chicago – Geschichten, Gedichte und Briefe einer sanften Rebellin (Emerenz Meier), Morsak Verlag, Grafenau, ISBN 978-3-86512-156-1
- 2020: Meine erschdn tausad Weadda af boarisch; Edition Tintenfaß, Neckarsteinach, ISBN 978-3-947994-31-1
- 2021: De Gschicht vom Håsn Bädal - The Tale of Peter Rabbit, mit Beatrix Potter, Zweisprachige Ausgabe: Bairisch und Englisch, Edition Tintenfaß, Neckarsteinach, ISBN 978-3-947994-69-4
- 2022: Maria Mayer – Der schlimme Winter des Josef Bichlmeier – Ausgewählte Geschichten, Edition Töpfl, Tiefenbach, ISBN 978-3-942592-52-9
- 2023: Martin Buchner – Niederbayerische Sagen und Geschichten, mit Illustrationen von Jörg Mangold, Morsak Verlag, Grafenau, ISBN 978-3-86512-193-6
- 2024: Emerenz Meier „Sanfte Rebellin“ zwischen Bayerwald und Chicago, Verlag Friedrich Pustet, Regensburg, ISBN 978-3-7917-3521-4
- 2024: Emerenz Meier – Erzählungen und Geschichten, Morak Verlag, Grafenau, ISBN 978-3-86512-199-8

## Hörbücher
- 2008 Hans Göttler liest: Weihnachtsgeschichten aus Niederbayern, Edition Töpfl, Tiefenbach, ISBN 978-3-92710-887-5
- 2009 Hans Göttler liest: Ponzauer Wigg – Niederbayerische Weihnacht, Edition Töpfl, Tiefenbach, ISBN 978-3-92710-896-7
- 2012 Hans Göttler liest: „Mei Emerenz, my Emma!“, Morsak Verlag, Grafenau, ISBN 978-3-86512-071-7
- 2017 Hans Göttler liest: Ponzauner Wigg – Niederbayerische Passion, Edition Töpfl, Tiefenbach, ISBN 978-3-94259-227-7
- 2019 Mein Wald, mein Leben, Gedichte von Emerenz Meier, vertont von Karl-Nikolaus Spörl, Hrsg. Hans Göttler, Morsak Verlag, Grafenau, ISBN 978-3-86512-167-7